# Eurovision Young Musicians 2002
Het Eurovision Young Musicians 2002 was de elfde editie van het muziekfestival en vond plaats op 19 juni 2002 in het Konzerthaus in Berlijn.

## Deelnemende landen
Twintig landen namen deel aan het festival. Zeven daarvan mochten uiteindelijk door naar de finale.

## Jury
Leonard Slatkin
 Gian Carlo Menotti
 Anna Goerari
 Jack Martin Händler
 Aurèle Nicolet
 Hans Peter Pairott
/ Carole Dawn Reinhart

## Overzicht

### Finale
| Plaats | Land                | Muzikant           | Instrument |
| ------ | ------------------- | ------------------ | ---------- |
| 1      | Oostenrijk          | Dalibor Karvay     | Viool      |
| 2      | Verenigd Koninkrijk | Sarah Williamson   | Klarinet   |
| 3      | Slovenië            | Karmen Pecar       | Cello      |
| -      | Duitsland           | Alina Pogostkin    | Viool      |
| -      | Griekenland         | Theodore Milkov    | Percussie  |
| -      | Polen               | Piotr Jasiurkowski | Viool      |
| -      | Tsjechië            | Jakub Tylman       | Cello      |

### Halve finale
| Land                | Artiest                | Instrument | Resultaat      |
| ------------------- | ---------------------- | ---------- | -------------- |
| Cyprus              | Andreas Joannidis      | Cello      | uit            |
| Denemarken          | Philippe Benjamin Skow | Viool      | uit            |
| Duitsland           | Alina Pogostkin        | Viool      | gekwalificeerd |
| Estland             | Michael Paull          | Gitaar     | uit            |
| Finland             | Jonathan Rautiola      | Saxofoon   | uit            |
| Griekenland         | Theodore Milkov        | Percussie  | gekwalificeerd |
| Italië              | Anna Tifa              | Viool      | uit            |
| Kroatië             | Ivo Dropulich          | Viool      | uit            |
| Letland             | Ruslan Vilensky        | Cello      | uit            |
| Nederland           | Fleur Bouverie         | Klarinet   | uit            |
| Noorwegen           | Vilde Frang Bjærke     | Viool      | uit            |
| Oostenrijk          | Dalibor Karvay         | Viool      | gekwalificeerd |
| Polen               | Piotr Jasiurkowski     | Viool      | gekwalificeerd |
| Roemenië            | Cristian Andrei Fatou  | Viool      | uit            |
| Rusland             | Nikita Borisoglebski   | Viool      | uit            |
| Slovenië            | Karmen Pecar           | Cello      | gekwalificeerd |
| Tsjechië            | Jakub Tylman           | Cello      | gekwalificeerd |
| Verenigd Koninkrijk | Sarah Williamson       | Klarinet   | gekwalificeerd |
| Zweden              | Jacob Korányi          | Cello      | uit            |
| Zwitserland         | Beatrice Berrut        | Piano      | uit            |

## Wijzigingen

Deelnemende landen
Landen die zich niet voor de finale kwalificeerden
Landen die in het verleden deelgenomen hebben, maar dit jaar afwezig zijn

### Debuterende landen
- Roemenië
- Tsjechië

### Terugkerende landen
- Cyprus
- Denemarken
- Griekenland
- Italië
- Kroatië
- Zweden

### Terugtrekkende landen
- België
- Frankrijk
- Hongarije
- Ierland
- Slowakije
- Spanje

## Trivia
- Presentatrice Julia Fischer nam zelf ooit deel aan het festival, namelijk in 1996. Zij won toen het festival.

1982 · 1984 · 1986 · 1988 · 1990 · 1992 · 1994 · 1996 · 1998 · 2000 · 2002 · 2004 · 2006 · 2008 · 2010 · 2012 · 2014 · 2016 · 2018 · 2022 · 2024
Zie ook: Eurovisiedansfestival · Eurovisiesongfestival · Junior Eurovisiesongfestival · Eurovision Young Dancers · Eurovision Choir